# Eopsetta jordani
Eopsetta jordani är en fiskart som först beskrevs av Lockington, 1879.  Eopsetta jordani ingår i släktet Eopsetta och familjen flundrefiskar. IUCN kategoriserar arten globalt som livskraftig. Inga underarter finns listade i Catalogue of Life.